# やばっせライナー
やばっせライナーは、郡山中央交通（本社：福島県郡山市）がかつて運行していた夜行高速ツアーバスである。郡山中央交通の旅行業部門である郡中トラベルが催行していた。高速バスと名乗っているが、高速乗合バス（路線バス）ではない。
2010年6月現在、やばっせライナーは運休中である。「やばっせ」は福島弁（郡山市がある県中地方の方言）で「行こう、行こうよ」の意味。

## 運行経路
- 福島駅西口（観光バス乗り場） - ★二本松市・サラダ館前 -  ★本宮市・本宮IC近く - 郡山駅前 - ★須賀川市・ロックタウン前 - ★岩瀬郡鏡石町・イオンスーパーセンター前 - （矢吹ICから東北自動車道） - （首都高速道路） - 新宿駅南口 - 東京駅八重洲口 - 東京ディズニーリゾート - 台場駅前
- 郡山駅前 - 新宿 - 京都駅八条口観光バス駐車場 - なんば府立体育館前

西白河郡矢吹町までは国道4号を通る。下り便は、新宿 - 浦和IC間において一般道を利用する。★印には停車しない経路もある。途中、サービスエリアにて時間調整の長期停車が行われる。

## 使用車両
- 4列シートまたは3列シート[1][2]。3列シート車は三菱ふそう・エアロクィーン（初代）[1][2]。予約状況により4列シートで予約していても3列シート車が割り当てられる場合がある。
- 後方シートが女性専用席としてカーテンで仕切られている車両がある。
- トイレはあるものの、閉鎖されている車両もある。

## サービス
- お茶缶1本、おしぼりの支給[2]
- 毛布の貸し出し[2]
- 女性専用席[2]
- 添乗員は同行しない[2]。

## 販売所
全席指定制。下記のいずれかの方法で予約し乗車券を購入する。
- 楽天トラベル[1][2]
- フジ・メイト・トラベル
- 郡中トラベルへの電話予約